# Parnas
Parnas (grčki: Παρνασσός, latinski: Parnassus) je krečnjačka planina u centralnoj Grčkoj koja se uzdiže iznad svetilišta Delfi, severno od Korintskog zaliva. Sa Parnasa se pruža veličanstven pogled na gajeve maslina i okolnu. Po pričama iz grčke mitologije, planina je bila posvećena bogu Apolonu i korikijskim nimfama, planina je i dom muza. Ova planina je imala visoko simboličko značenje već od neolita pa tako i za Dorane. Pretpostavlja se da ime planine potiče od , posesivnog prideva luvijske reči parna sa značenjem kuća, ili specifično hram, tako da ime efektivno znači planina božje kuće.

## Ime Parnas
Filolog Leonard Robert Palmer je sugerisao da je ime Parnas izvedeno iz luvijskog jezika, jednog od anatolskih jezika. Po njegovom mišljenju, ime potiče od parnassas, posesivnog prideva od luvijske reči parna što znači kuća, ili specifično hram, tako da naziv zapravo znači planina božje kuće. Takvo izvođenje, koje je u skladu sa reputacijom planine kao svete, gde se manifestuje moć božanstva, oduvek je smatrano jakim, čak i od strane kritičara teorije. Palmer nastavlja da postulira da su neki predgrčki ljudi bili Anadolci, možda iz ranijeg talasa osvajanja, i da su njihovu zemlju i objekte zauzeli proto-Grci.
Doslednost se, međutim, tu završava. S obzirom na moguću prevagu dokaza, ova jedna reč ostaje izolat. Ne postoje istorijski ili arheološki dokazi koji bi vezali ime za anadolijsko prisustvo. G. Milonas, razmatrajući ovu mogućnosti, nije našao ništa što bi povezalo arheološke nalaze oko planine sa bilo čim anadolskim, i iako je otkrivena verovatna kritska veza, ne postoji ništa što bi povezalo Krićane sa Luvijcima. Linear A, pismo Minojaca, kako su Krićani nazivani, ostaje još nedešifrovano. Ukratko, etnička pripadnost ovog predgrčkog naroda ili naroda nakon mnogo decenija izučavanja ostaje još uvek nepoznata, i još nema objašnjenja kako i kada je ova planina dobila luvijsko ime.

## Geografija
Planina Parnas je deo masiva Pind, koja se proteže severno od Korintskog zaliva, preko Fokide do Beotije. Parnas je jedan od najvećih planinskih regiona u kopnenom delu Grčke i jedna od najviših grčkih planina. Visoka je 2.457 metara i njen najviši vrh je Liakoura. Na severoistoku ona je povezana sa Gionom, a na jugu sa Kirfom. Njeno ime je povezano sa istoimenim junakom grčke mitologije, sinom Kleopompusa (ili Posejdona) i Kleodore, koji su izgradili grad na planini koji bio uništen u potopu Deukaliona. Etimološka analiza, međutim, ukazuje na prehelensko poreklo imena, povezujući ga sa Pelazgima, i smatra se da potiče iz anatolskog jezika Luvijaca. Planina je na istoku razgraničena dolinom Boeotijan Kefis, a na zapadu dolinom Amfisa. Geološka posebnost Parnasa su njene bogate naslage boksita, što je dovelo do njihove sistematske eksploatacije od kraja 1930-tih, čime je uzrokovana ekološka šteta na delu planine.

## Mitologija
Planina je dobila ime po Parnasu, sinu nimfe Kleodore i običnog smrtnika Kleopompusa. Postojao je i grad u kojem je vladao Parnas, ali on je poplavljen velikim potopom. Preživeli stanovnici su pobegli od poplave na visoke obronke planine i osnovali novi grad Lykoreu (što na starogrčkom znači = vučje zavijanje). Nasuprot tome Orfej se naselio na planini, tu ga je video bog Apolon i dao mu zlatnu liru na kojoj ga je naučio da svira.
Planina Parnas je mesto na kojoj se zbivaju i neki manje značajni događaji iz grčke mitologije.
- U pojedinim verzijama grčke mitološke priče o velikom potopu Deukalionova arka usidrila se je na vrhovima planine Parnas.
- Orest se jedno vreme krio na Parnasu.
- Planina Parnas je bila takođe i dom boga Dionisa.
- Korikijska pećina, na padinama planine Parnas bila je posvećena bogu Panu i Muzama.
- Planina Parnas je po nekim pričama takođe i dom mitskog krilatog konja Pegaza.

## Parnas u umetnosti
Ime Parnas se do danas toliko raširilo u umetnosti, da je danas sinonim za dom poezije, književnosti i znanja.
Od 18. veka zavladala je prava moda slikanja motiva i mitoloških prizora na temu planine Parnas, poput scene - Apolona okruženog muzama, neka od najpoznatijih dela sa tom temom su;
- Apolon i muze sa Parnasa, delo Nikole Pusena.
- Freska Parnas iz vatikanske Stanza della Segnatura, delo Rafaela Santija iz 1511. godine.
- Parnas, slika na platnu Antona Rafaela Mengsa.
- Parnasovci je naziv za grupu francuskih pesnika okupljenih oko zbornika pesama Savremeni Parnas koji izlazi 1866.
- Po Parnasu je nazvano parisko brdo Monparnas.

## Kao metafora
Odnos planine prema muzama dao je podsticaj za njenu „mistifikaciju“ od strane poetsko-umetničkog pokreta parnasizma, nastalog u Francuskoj u deceniji od 1866. do 1876. godine kao reakcija na romantizam. Parnasizam je karakterisao povratak nekim klasičarskim elementima i verovanje u doktrinu „umetnost radi umetnosti“, koju je prvi artikulisao Teofil Gotije. Periodični časopis Moderni Parnas, koji su izdali Katul Mendes i Gzavije Rikar, sadržao je direktne reference na planinu Parnas i njeno mitološko obeležje kao stanište muza. Parnasisti, koji nisu premašivali grupu od dvadeset pesnika, izvršili su relativno snažan uticaj na kulturni život Pariza, posebno zbog svoje upornosti na savršenstvu rime i rečnika. Parnasizam je uticao na nekoliko francuskih pesnika, ali je takođe uticao na moderne grčke pesnike, posebno na Kostisa Palamasa i Griparisa.
Ime po planini (Mont Parnasse) dobila je četvrt Pariza na levoj obali Sene, gde su se okupljali umetnici i pesnici i javno recitovali svoje pesme. Monparnas je danas jedan od najpoznatijih kvartova grada, a na njegovom groblju su sahranjene mnoge ličnosti iz umetnosti i kulture.
Parnas se ranije javio u Bici knjiga Džonatana Svifta (1697) kao mesto ideološkog rata između drevnih i modernih.

## National Park
Nacionalni park Parnas je osnovan 1938. godine. Ideja parka je bila očuvanje prirodnog staništa, za šta je bilo neophodno upravljati raspoloživošću njegovih prirodnih resursa. Međutim, park nije obuhvatao sav teren za koji se smatra da je u opsegu. Najviši vrhovi su izostavljeni.
U roku od nekoliko godina parkovski aspekt zemlje postao je neaktivan, jer je Grčka skrenula pažnju ka okončanju nemačke okupacije, a zatim posle Drugog svetskog rata, rešavanju Grčkog građanskog rata. Parnas je bio u jedinstvenoj poziciji da služi kao centar otpora, kao što je bio za Grčki rat za nezavisnost. Borbe su se vodile u dolinama koje okružuju područje.
Kada su se ratovi okončali i region ponovo postao aktivan park, nova nauka o ekologiji donela je promene u administraciji parka. Vrste su inventarisane, identifikovane su endemske i ugrožene vrste i uspostavljen koncept zaštićenog područja. Nacionalni park Parnas postao je zaštićeno područje za ptice prema „Direktivi o pticama“. Nakon toga, stekao je i drugu zaštitu prema drugim zakonima kako to zahteva EU. Posle 2000. postao je Oros Parnasos, „Planina Parnas“, zaštićeno područje Priroda 2000, ID GR2410002. Ta dva zvanja nisu identična. Nacionalni park zauzima oko 150 km2 (37.000 acres). Područje Priroda 2000 je oko 344 km2 (85.000 acres), čime je zaštićen teren koji nije pokriven parkom.
Među endemskim vrstama flore pod zaštitom su kefalonska jela i parnaski božur (Paeonia parnassica). U parku se mogu naći ptice grabljivice, vukovi, veprovi, jazavci i lasice.

## Planina Parnas danas
Po Parnasu ima boksita koji se eksploatiše za proizvodnju aluminijuma. Us to se padine planine danas koriste i za dva skijališta; Kelarija i Fterolaka, ova dva skijališta zajedno formiraju najveći skijaški centar u Grčkoj. Manje skijalište Gerontora (ima samo dve vučnice) nalazi se preko puta planinskog hrpta Kelariha. Izgradnja skijališta počela je 1975. godine, pa je prvi deo dovršen 1976. kada su u rad puštene dve vučnice na skijalištu Fterolaka. Novo skijalište Kelarija dovršeno je 1981, a od sezone 1987-1988. žičara Hermes povezala je ova dva skijališta.
Danas Skijaški centar Parnas ima 25 uređenih staza dužine oko 30 km, sa više vučnica i žičara, koje mogu prevesti 5000 skijaša na sat.

## Vrhovi Parnasa
Najviše tačke planine Parnas su;
- Liakoura (Λιάκουρα) 2455 m
- Tsarkos (Τσάρκος), 2415 m
- Gerontovrahos (Γεροντόβραχος), 2395 m
- Kalojiros (Καλόγηρος), 2327 m
- Mavra Litárija (Μαύρα Λιθάρια), 2326 m
- Voidomati (Βοϊδομάτι), 1947 m
- Petritis (Πετρίτης), 1923 m
- Pirgakija (Πυργάκια), 1718 m

## Spoljašnje veze
- Mount Parnassus na portalu Encyclopædia Britannica (језик: енглески)
- Flora grčkih planina
- "Óros Parnassos, Greece" on Peakbagger
- „Parnassus”.  (на језику: енглески) (11 изд.). 1911.